# Непредельные углеводороды
Непреде́льные (ненасы́щенные) углеводоро́ды — углеводороды, в молекулах которых имеются кратные — двойные (C=C) или тройные (CΞC) —связи. Способны легко присоединять водород по этим связям с образованием предельных (насыщенных) углеводородов — алканов.

## Классификация
К непредельным углеводородам принадлежат следующие классы углеводородов:
- олефины, содержат хотя бы одну двойная связь, в том числе
  - алкены (этилены), общая формула — СnН2n, одна двойная связь, не содержат циклов;
  - диены (алкадиены), общая формула — СnН2n–2, две двойные связи, не содержат циклов;
  - полиены, содержат три и более двойных связей;
- алкины, общая формула — СnH2n–2, содержат одну тройную связь, не содержат циклов;
- диины (общая формула — CnH2n–6) и полиины, содержат две и более тройные связи;
- другие олефины, в структуре которых имеются разные комбинации двойных и тройных связей (енины), а также циклических фрагментов (например, алкенилциклоалканы).

Ароматические углеводороды могут быть отнесены к непредельным соединениям лишь формально, поскольку ввиду наличия  замкнутой сопряженной системы π-связей они обладают многими специфическими свойствами, не характерными для соединений, не обладающих ароматичностью.
Как и для предельных углеводородов, для непредельных характерна структурная изомерия. Существует межклассовая изомерия между алкенами и циклоалканами, между алкинами и алкадиенами.

## Физические свойства
Низшие представители являются газами, более сложные — жидкости, а затем — твёрдые вещества с возрастающими температурами плавления и кипения. Для большинства характерен сильный запах.

## Химические свойства
В отличие от предельных углеводородов, очень реакционноспособны, вступают в реакции присоединения по двойным и тройным связям в открытой цепи. Они, например, присоединяют бром, легко окисляются раствором перманганата калия. Для многих непредельных углеводородов характерны реакции полимеризации.

## Получение
Могут быть получены из предельных путём каталитического отщепления водорода (реакция дегидрирования, или дегидрогенизации). Например, из этана, содержащегося в попутном нефтяном газе, получают этилен, из бутана — бутадиен; изопрен может быть получен дегидрированием изопентана. Непредельные углеводороды образуются из предельных при крекинге нефтяных продуктов.